# Ромео Ромеї
Ромео Ромеї (італ. Romeo Romei, 14 серпня 1906, Херцег-Новий — 31 травня 1941, Тірренське море) — італійський військовик, учасник Другої світової війни, нагороджений Золотою медаллю «За військову доблесть».

## Біографія
Ромео Ромеї народився 14 серпня 1906 року у місті Херцег-Новий. У 1922 році вступив до Військово-морської академії в Ліворно, яку закінчив у 1928 році у званні гардемарина. Ніс службу на борту крейсера «Трієсте». У 1930 році отримав звання молодшого лейтенанта. Потім ніс службу на борту есмінця «Ніколозо да Рекко», де у 1933 році отримав звання лейтенанта.
Брав участь у місіях італійського флоту під час громадянської війни в Іспанії, спочатку на борту міноносця «Фульміне», потім на борту підводного човна «Етторе Ф'єрамоска», За участь у цих операціях був нагороджений Хрестом «За військові заслуги».
Надалі продовжив кар'єру підводника, ніс службу на борту підводних човнів «Галатея», «Нереїде», «Смеральдо», яку базувались в Тобруці.

### Друга світова війна
Незадовго до вступу Італії у Другу світову війну Ромео Ромеї був відкликаний на батьківщину, де, отримав звання капітана III рангу і призначений капітаном підводного човна «П'єр Каппоні».
На його борту здійснив шість бойових походів.
Під час першого походу було потоплене озброєне британське торгове судно, за що Ромео Ромеї був нагороджений Бронзовою медаллю «За військову доблесть».
Під час четвертого походу 10 листопада 1940 року «П'єр Каппоні» безрезультатно атакував кораблі супроводу конвою мальтійського конвою MW 3.
31 березня 1941 року під час шостого походу «П'єр Каппоні», який плив у надводному положенні поблизу острова Стромболі, був торпедований британським підводним човном «Роквол». Внаслідок влучання двох торпед «П'єр Каппоні» затонув разом з усім екіпажем.
Ромео Ромеї був посмертно нагороджений Золотою медаллю «За військову доблесть».

## Вшанування
На честь Ромео Ромеї був названий підводний човен «Ромео Ромеї», колишній американський «USS Harder (SS-568)» типу «Тенг», який перебував на службі у складі ВМС Італії протягом 1974—1988 років.
Також на честь Ромео Ромеї був названий підводний човен «Ромео Ромеї» типу «Тодаро», збудований у 2017 році.

## Нагороди
- Золота медаль «За військову доблесть»
- Бронзова медаль «За військову доблесть» (нагороджений двічі)
- Хрест «За військові заслуги» (нагороджений двічі)
- Кавалер Ордена Корони Італії